# Балгунтай
Балгунтай (кит. 巴仑台镇, пін. Bālúntái Zhèn) — містечко у КНР, повіт Хецзін Баянгол-Монгольської автономної префектури.

## Географія
Балгунтай розташовується у східній частині Тянь-Шаню.

### Клімат
Містечко знаходиться у зоні, котра характеризується кліматом тропічних пустель. Найтепліший місяць — липень із середньою температурою 18.9 °C (66 °F). Найхолодніший місяць — січень, із середньою температурою -7.2 °С (19 °F).
| Клімат Балгунтая        | Клімат Балгунтая | Клімат Балгунтая | Клімат Балгунтая | Клімат Балгунтая | Клімат Балгунтая | Клімат Балгунтая | Клімат Балгунтая | Клімат Балгунтая | Клімат Балгунтая | Клімат Балгунтая | Клімат Балгунтая | Клімат Балгунтая | Клімат Балгунтая |
| Показник                | Січ.             | Лют.             | Бер.             | Квіт.            | Трав.            | Черв.            | Лип.             | Серп.            | Вер.             | Жовт.            | Лист.            | Груд.            | Рік              |
| Середній максимум, °C   | −1               | 2                | 8                | 16               | 21               | 24               | 26               | 25               | 21               | 14               | 6                | 0                | 13               |
| Середня температура, °C | −7               | −4               | 1                | 9                | 14               | 17               | 19               | 18               | 13               | 7                | 0                | −6               | 6                |
| Середній мінімум, °C    | −14              | −11              | −5               | 2                | 7                | 10               | 11               | 10               | 6                | 0                | −6               | −12              | 0                |
| Норма опадів, мм        | 1                | 0                | 2                | 4                | 25               | 41               | 47               | 40               | 27               | 4                | 0                | 0                | 191              |
| ----------------------- | ---------------- | ---------------- | ---------------- | ---------------- | ---------------- | ---------------- | ---------------- | ---------------- | ---------------- | ---------------- | ---------------- | ---------------- | ---------------- |
| Джерело: Weatherbase    |                  |                  |                  |                  |                  |                  |                  |                  |                  |                  |                  |                  |                  |